# 钽酸镥
钽酸镥是一种无机化合物，化学式为LuTaO4。钽酸镥的密度为9.83 g/cm3，是已知密度最高的白色稳定物质。（虽然二氧化钍（ThO2）是密度比它还高（10 g/cm3）的白色物质，但它会经过放射性衰变。虽然它还可以用作材料，但它的衰变速率太快，依然不能用于某些用途，比如检测电离辐射的磷光体。）LuTaO4白色而密度高，是磷光体的理想材料，但是镥的高价是一个困难。

## 制备
钽酸镥可由氧化镥和五氧化二钽在高温反应制得：
Lu2O3 + Ta2O5 → 2 LuTaO4
在反应体系中加入硫酸锂可降低该反应的温度：
Lu2O3 + Ta2O5 + Li2SO4 → 2 LiTaO3 + Lu2O2SO4
2 LiTaO3 + Lu2O2SO4 → 2 LuTaO4 + Li2SO4
该反应也能在氯化钠熔体中进行。